# Vid Silverforsens strand
Vid Silverforsens strand är en sång skriven av Yngve Johansson och Britt Nilsson. Låten går i nationalromantisk anda, och handlar om minnen från Sveriges landsbygd förr i tiden.
En inspelning av Matz Bladhs låg på Svensktoppen i 31 veckor under perioden 27 januari-24 augusti 1996, och placerade sig som högst på andra plats. Singeln släpptes 1995 och sålde 60 000 exemplar. Melodin låg också på albumet Leende dansmusik 95, som släpptes i slutet av 1995. 2005 spelades den in av Bosse med komp.
Sången har också spelats in av Britt Nilsson själv, och hennes version gavs ut 2001.

### Fotnoter
1. ↑  Svensktoppen - 1996
2. ↑  Information i Svensk mediedatabas.
3. ↑  ”Nöjestorget 2002 - Matz Bladhs”. Arkiverad från originalet den 12 november 2007. https://web.archive.org/web/20071112033040/http://www.nojestorget.se/artist_852.html. Läst 12 september 2008.
4. ↑  Information i Svensk mediedatabas.
5. ↑  Information i Svensk mediedatabas.